# 栄生駅
栄生駅（さこうえき）は、愛知県名古屋市西区栄生2丁目にある名鉄名古屋本線の駅である。駅番号はNH37。名鉄病院が隣接（駅と直結）しており、駅名標に名鉄病院前の併記がある。

## 歴史
- 1941年（昭和16年）8月12日 - 開業。
- 1957年（昭和32年）8月25日 - 駅舎改築[2]。
- 1960年頃（昭和30年代） - 栄生検車区廃止[3]。
- 1987年（昭和62年）5月 - 自動改札機が設置される[4]。
- 1995年（平成7年）5月31日 - 駅改良工事に着手[5]。
- 1996年（平成8年）12月17日 - 駅舎改築[6]。ホームを6両編成から8両編成対応に延伸[6]。 この時に日立ビルシステムによって南コンコース-ホーム、病院口コンコース連絡通路-ホームを結ぶエレベーターが設置される。
- 2005年（平成17年）1月29日 - ダイヤ改正で急行停車駅となり、全ての急行が停車[7][注釈 1]。
- 2008年（平成20年）12月27日 - 快速急行が平日朝の上りの一部を除いて急行に統合されたため、停車本数が大幅に増加。
- 2011年（平成23年）2月11日 - ICカード「manaca」の利用が可能となる。
- 2012年（平成24年）2月29日 - トランパスの使用を終了。
- 2015年（平成27年）9月24日 - 名鉄病院口改修。名鉄病院2階と再び接続。この時に地上-連絡通路、連絡通路-病院改札口を結ぶエレベーターが東芝エレベータによって設置された。ホームに行く場合は病院改札口から既設の日立製エレベーターがホームに繋がっている。
- 2016年（平成28年）4月10日 - ホーム嵩上げ、待合室、上屋支柱等のリニューアル完成。
- 2019年（平成31年）3月16日 - ダイヤ改正により土休日ダイヤの一本が栄生駅（特別停車）始発の中部国際空港行きの快速急行として運転を開始。
- 2024年（令和6年）12月21日 - 特殊勤務駅となる[8]。

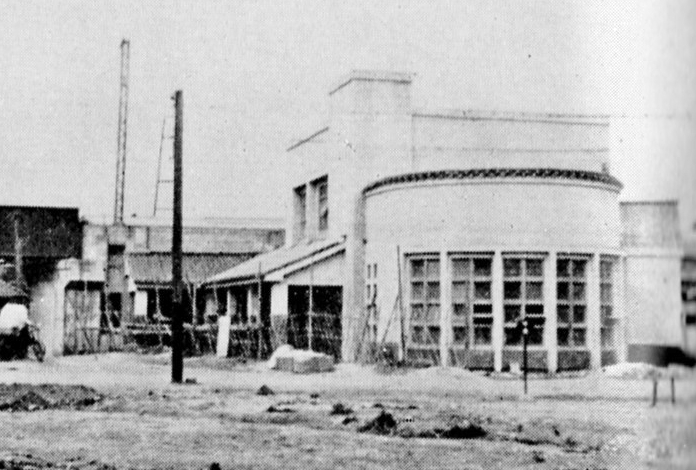
開業時の駅舎

## 駅構造
8両編成対応の島式ホーム1面2線を有する高架駅。名鉄名古屋方と名鉄岐阜方の2ヶ所に改札口があり、岐阜方の改札口は「名鉄病院改札口」と称される。名鉄病院改札口は2015年9月24日の名鉄病院新1号館開設に併せて、終日利用できるようになった（それ以前は営業時間が限られていた）。2024年12月21日から特殊勤務駅となり、7:00～12:00と13:00～20:00の時間帯に南改札口のみ係員が配置される（名鉄病院改札口は終日係員不在）。

### のりば
| 番線 | 路線          | 方向 | 行先                           |
| ---- | ------------- | ---- | ------------------------------ |
| 1    | NH 名古屋本線 | 下り | ■ 名鉄一宮・名鉄岐阜方面       |
| 1    | NH 名古屋本線 | 下り | ■ 津島方面                     |
| 1    | IY 犬山線     | 下り | ■ 岩倉・犬山方面               |
| 2    | NH 名古屋本線 | 上り | ■ 東岡崎・豊橋方面             |
| 2    | NH 名古屋本線 | 上り | ■ 中部国際空港・河和・内海方面 |

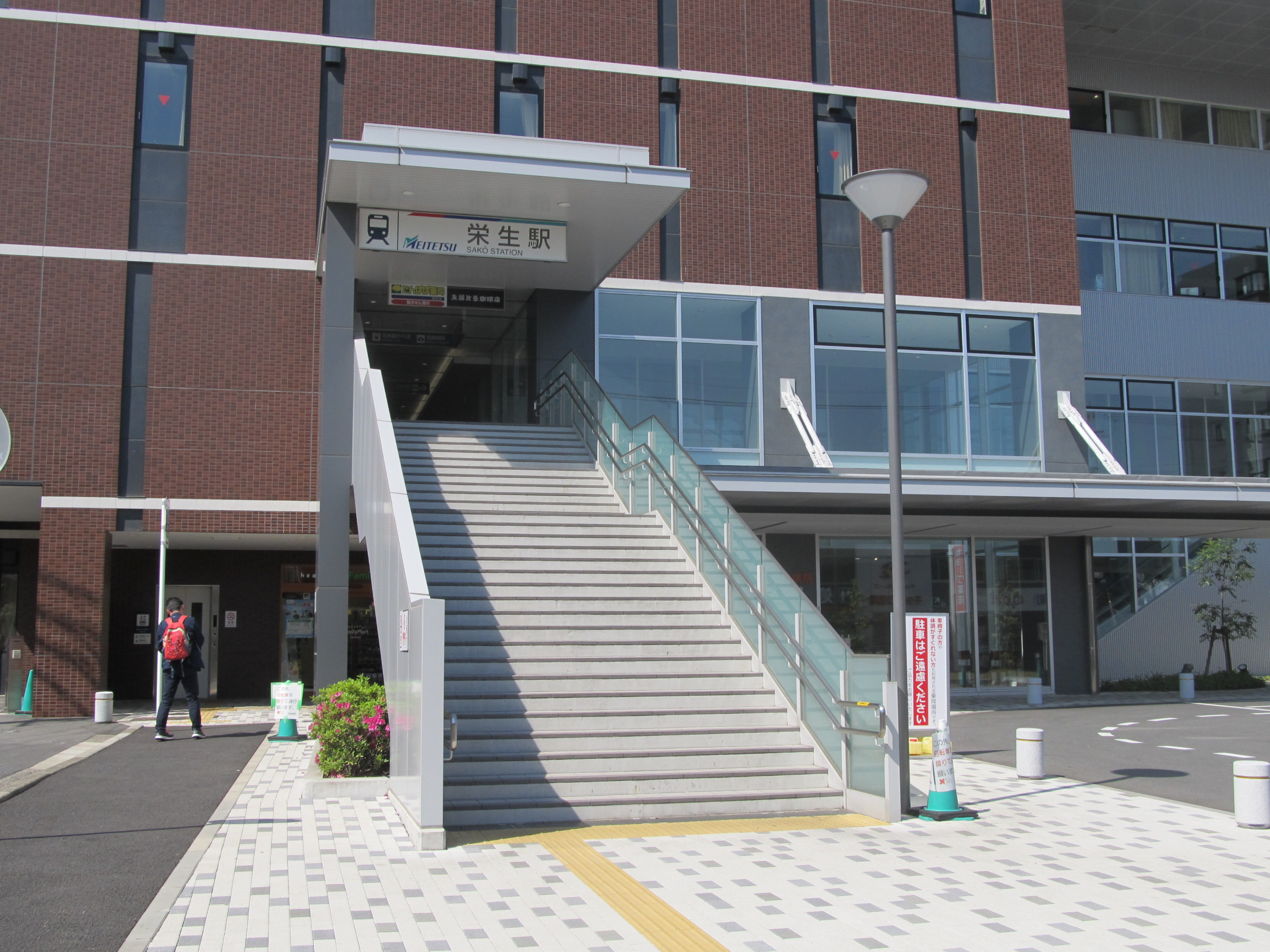
名鉄病院改札口
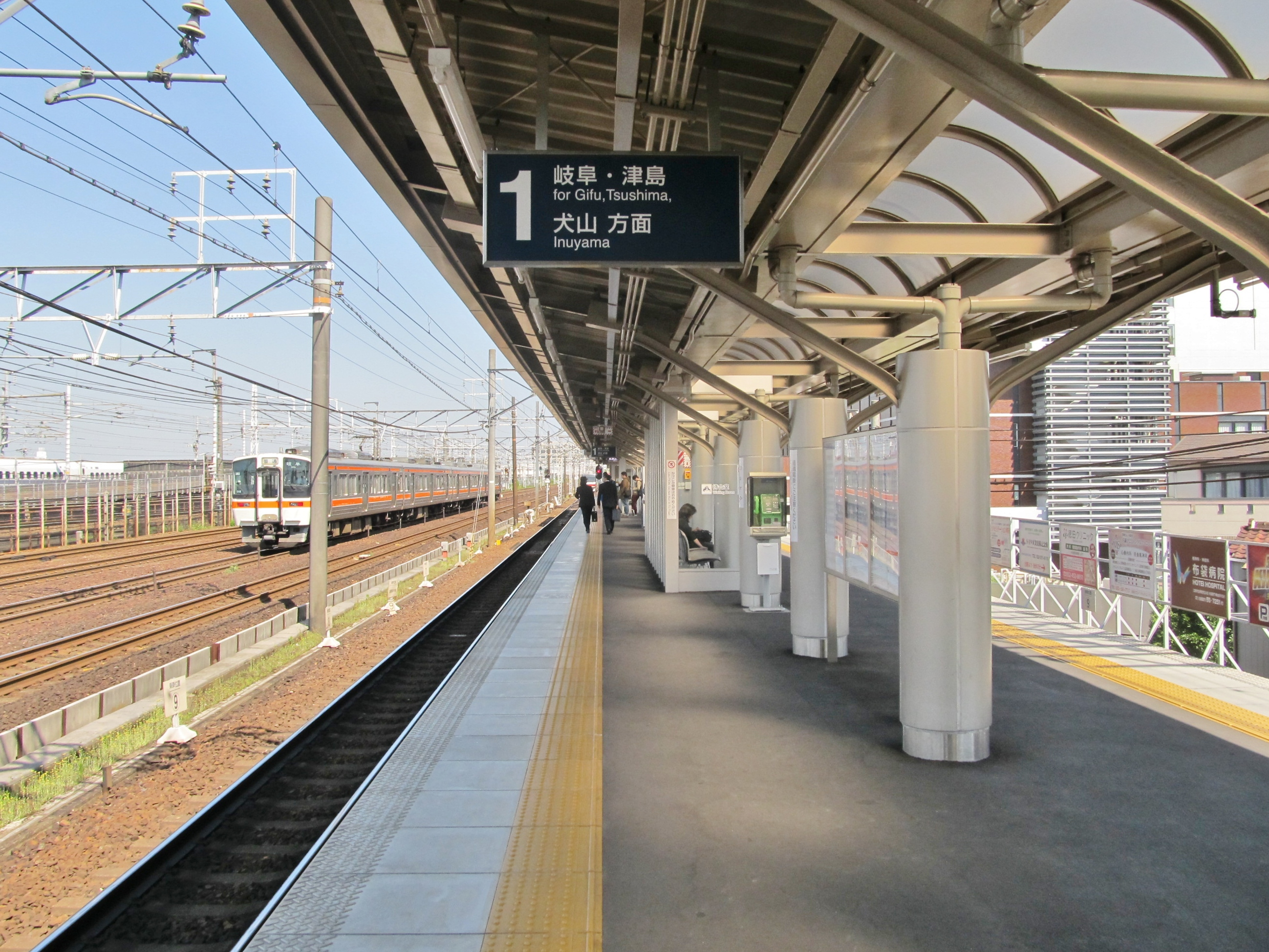
ホーム（西側を東海道本線、東海道新幹線が並走）
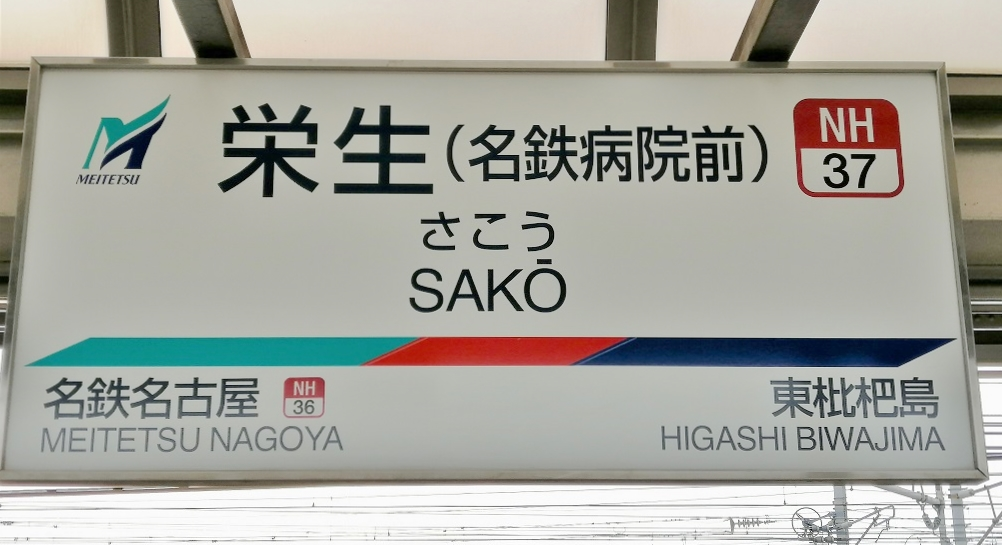
駅名標

ホーム上には清涼飲料水自動販売機と空調完備の待合室が設置されている。売店は設置されていない。
発車標はフルカラーLED。以前は反転フラップ式2段表示を使用しており、「備考」欄はなく括弧書きで表示されていた。
両改札口ともにホームまでの経路はエレベーターによりバリアフリー化されている。名鉄病院改札口の利用者は名鉄病院2階を通過する構造になっており、改札内2箇所と改札外1箇所の計3箇所にエレベーターがある。名古屋方改札内には多目的トイレが設置されている。
名鉄病院改札口横にμstar stationが設置されている。
駅自動放送導入済み。
2023年3月17日まで当駅の上り名古屋方面の時刻表および発車標は、次の名鉄名古屋駅での変更後の種別で表記されていたが、翌日のダイヤ改正時より他の駅と同様に到着した列車と同じ種別の表記に変更された。
ホーム上屋根の支柱のうち階段付近を除く20ヶ所には古レールが再利用されているが、その大部分が1897年（明治30年）カーネギー製である。
同じホームでの乗り換えが可能なので、急行以下の列車で岩倉・犬山方面と一宮・岐阜・津島方面を乗り継ぐ場合は、当駅での乗り換えを案内している（3500系などのLED式車内案内には表示されないが、車掌が乗り換え案内の放送を行う。3300系などの液晶ディスプレイ案内には表示される）。運行見合わせの時は当駅から名古屋本線（当駅以北）・犬山線の折り返し可能駅までの案内とされている。但し、枇杷島分岐点（庄内川鉄橋の北側の分岐・合流箇所）～金山駅の区間は日中でも頻繁運転で列車本数が多いため、電車の接続待ち（連絡）は基本的に行われない。

### 栄生電留線
岐阜方に電留線があり、名鉄名古屋駅を補完する機能を持っている。電留線を使った折り返しが可能であり、日中は中部国際空港～名鉄名古屋のミュースカイが折り返している（河和線方面～名鉄名古屋の特急は名鉄岐阜駅などへ回送しない場合、当駅ではなく枇杷島分岐点まで行って折り返す）。かつては下り方面で名鉄名古屋駅を終着とせず、当駅を終着とする定期列車が過去に設定されていた（2011年3月のダイヤ改正時に消滅。なお当駅始発の上り列車は2019年現在も早朝にある）。名鉄名古屋駅を0時過ぎに到着する豊橋発の最終準急も例外ではなく当駅まで回送されて夜間滞泊を行う。
折り返しに用いられる電留線には岐阜方で本線に転線する渡り線があり、回送列車などの待避線として用いることもできる。過去に運転されていた津島線・犬山線間の直通列車はこの待避線を使ってスイッチバックしていた（枇杷島分岐点デルタ線の一面を用いて直通すると編成の向きが逆になるため、デルタ線を使わず当駅で折り返していた）。
かつて電留線内には車庫があり、栄生検車区として検車も行われていた。茶所検車区の新設などにより手狭だった栄生検車区は廃止されたが、留置線はそのまま新名古屋駅を補完する設備として残され、現在の栄生電留線に至っている。

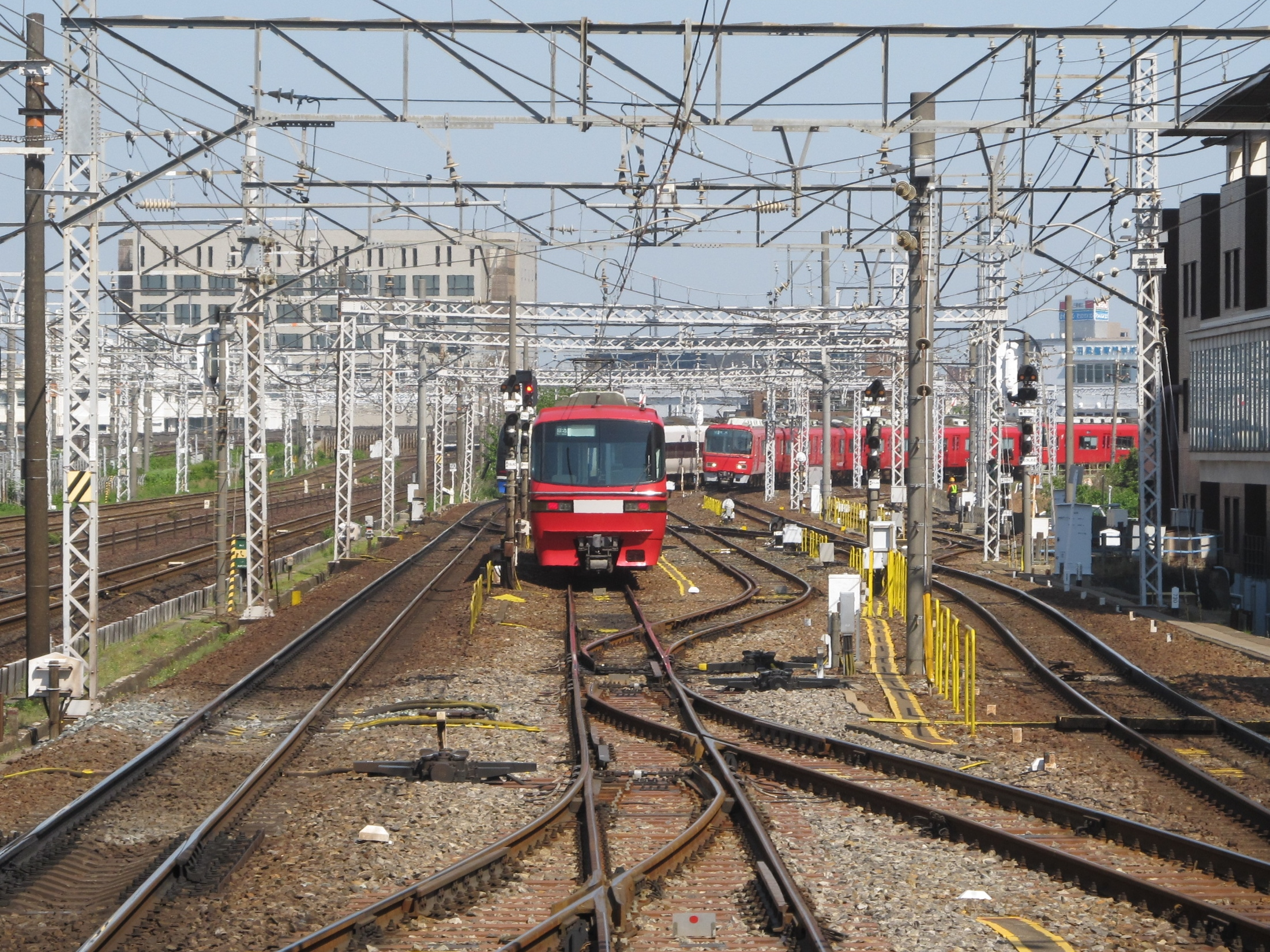
栄生電留線

### 配線図
| ← 名古屋 方面 | 名古屋鉄道 栄生駅 構内配線略図 |  |
|               | ↓ 岐阜・ 犬山方面              |  |
| 凡例 出典:    |                                |  |

## 利用状況
名鉄病院への通院客や、付近への通勤・通学などでの利用者が多い。

### 統計データ
- 「移動等円滑化取組報告書」によれば、2020年度の1日平均乗降人員は11,507人である[16]。
- 『名鉄120年：近20年のあゆみ』によると、2013年度当時の一日平均乗降人員は10,431人であり、この値は名鉄全駅（275駅）中34位、名古屋本線（60駅）中15位であった[17]。
- 『名古屋鉄道百年史』によると、1992年度当時の一日平均乗降人員は9,767人であり、この値は岐阜市内線均一運賃区間内各駅（岐阜市内線・田神線・美濃町線徹明町駅 - 琴塚駅間）を除く名鉄全駅（342駅）中44位、 名古屋本線（61駅）中21位であった[18]。
- 『名鉄 1983』によると、1981年度当時の一日平均乗降人員は12,208人であり、この値は名鉄全駅中28位であった[19]。
- 『創立70周年記念 今日と明日の名鉄』によると、1960年度当時の一日平均乗降人員は22,415人であり、1963年度の値は30,120人であった[20]。
- 『名古屋市統計年鑑』によると、2019年度の1日平均乗車人員は6,749人である。また2000年以降の各年度は以下の通り[21]。

| 年度   | 1日平均 乗車人員 |
| ------ | ---------------- |
| 2000年 | 4,385            |
| 2001年 | 4,345            |
| 2002年 | 4,443            |
| 2003年 | 4,612            |
| 2004年 | 4,593            |
| 2005年 | 4,845            |
| 2006年 | 4,814            |
| 2007年 | 4,867            |
| 2008年 | 4,960            |
| 2009年 | 4,860            |
| 2010年 | 4,839            |
| 2011年 | 4,884            |
| 2012年 | 4,958            |
| 2013年 | 5,089            |
| 2014年 | 5,209            |
| 2015年 | 5,470            |
| 2016年 | 5,786            |
| 2017年 | 6,177            |
| 2018年 | 6,540            |
| 2019年 | 6,749            |

## 駅周辺
駅名である「栄生」は、川に挟まれたせまい場所を示す「狭所」（サコ）が語源である（小字「佐古前（サコマエ）」が語源とする説もある）。周辺の住民の意思によって、縁起の良い文字である「栄」と「生」の文字が充てられ、現在のような表記になった（自治体名としては「栄（さこ）村」とされた）。
この駅は西区に位置するが、駅南側は中村区である。
- 名鉄病院 - 名鉄病院口に直結。
  - 名鉄看護専門学校
- トヨタ産業技術記念館
- イオンモール Nagoya Noritake Garden - 最寄り駅は名古屋市営地下鉄東山線 亀島駅だが、当駅からも徒歩圏内である。名鉄線利用の場合、名鉄名古屋駅からより当駅からの方が若干近い。
- ノリタケの森
- フィール 栄生店 - 名古屋駅寄り出口、高架下。
- ブックオフ 名古屋栄生駅南店 - 名古屋駅寄り出口、高架下。
- 名古屋栄生郵便局
- 名古屋上更通郵便局
- 名城大学附属高等学校 - 名鉄東枇杷島駅からも近い。
- 名古屋市立栄生小学校
- 名古屋モスク
- ヤマナカ 則武店
- ヨシヅヤ 名古屋名西店 - 名古屋駅寄り出口から上更交差点方面へ。徒歩で10分ほどかかる。
- 枇杷島スポーツセンター - 名鉄東枇杷島駅の方が近い。
- 環状線（名古屋市道名古屋環状線）
- 鳥居通（名古屋市道鳥居線）
- 名駅通
- 亀島駅（名古屋市営地下鉄東山線）
- 本陣駅（同上）

## バス路線
駅東方、名古屋方出口前の環状線上に名古屋市営バス「名鉄栄生」停留所があり、名鉄線一宮・津島方面と名西橋方面（文理大短大・東レ愛知工場など）の乗換地点となっている。2017年3月31日までの停留所名は「栄生町」（さこうちょう）。
名駅11
- （西側）名西橋方面行き
- （東側）名古屋駅方面行き

## 隣の駅
名古屋鉄道
NH 名古屋本線
□ミュースカイ・□快速特急・■特急・□快速急行
通過
□快速急行（朝始発として特別停車）
名鉄名古屋駅（NH36） ←　栄生駅（NH37）
■急行
名鉄名古屋駅（NH36） - 栄生駅（NH37） - （一部二ツ杁駅（NH40）） - 須ヶ口駅（NH42）/（一部下小田井駅（IY01）） - 上小田井駅（IY03）（犬山線）
■準急
名鉄名古屋駅（NH36） - 栄生駅（NH37）  - 二ツ杁駅（NH40）/上小田井駅（IY03）（犬山線）
■普通
名鉄名古屋駅（NH36） - 栄生駅（NH37） - 東枇杷島駅（NH38）